# ジーン・アントン
ジーン・アントン（英語: Jean Antoine、女性、1943年7月17日 - 2016年8月4日）は、アメリカ合衆国の元プロレスラー。ミシシッピ州出身。

## 来歴
14歳の時にプロレス観戦したのを機にプロレスラーを目指す。
高校卒業後、フロリダでトレーニングを積み、1961年デビュー。テリー・ファンクとミックスタッグを組んだ。
その後、全日本女子プロレスに来日。1972年3月9日京愛子のWWWA世界シングル王座防衛を「22」でストップさせる。サンディ・パーカーとのタッグでWWWA世界タッグ王座にも君臨した。
1975年に帰国し、オレゴン州初となる女子プロレスの試合をパーカーと行う。
2016年8月4日に73歳で死去。

## タイトル
全日本女子プロレス
WWWA世界シングル王座
WWWA世界タッグ王座（w/サンディ・パーカー）
セントラル・ステーツ・レスリング
NWAセントラル・ステーツ女子王座
スタンピード・レスリング
スタンピード北米女子王座
その他
カルフォルニア・カンザス王座

## 得意技
- バックドロップ